# Olivedos
Olivedos is een gemeente in de Braziliaanse deelstaat Paraíba. De gemeente telt 3.622 inwoners (schatting 2009).